# Emil Rau (Eishockeyspieler)
Emil Rau war ein deutscher Eishockeyspieler. Er wurde 1927 deutscher Meister und nahm zweimal an Europameisterschaften teil.
Rau spielte für den MTV München von 1879. Mit dem MTV stand er 1913 und 1914 im Finale der deutschen Meisterschaft. Bei der in München ausgetragenen Europameisterschaft 1913 ersetzte er kurzfristig Wegner in der deutschen Nationalmannschaft. Die Mannschaft erreichte den Gewinn der Bronzemedaille. 1914 nahm er erneut an der Europameisterschaft teil und gewann mit der Mannschaft die Silbermedaille.
Unklar ist, ob Rau 1922 in der Meistermannschaft des MTV München stand. Wie viele andere Münchner Spieler wechselte Rau zum 1923 gegründeten SC Riessersee. Mit diesem erreichte er bereits bei der ersten Teilnahme an der deutschen Meisterschaft 1924 das Finale. 1927 gewann er schließlich mit dem SCR die deutsche Meisterschaft.
Sowohl mit dem MTV als auch mit dem SCR wurde Rau mehrmals bayerischer Meister.
Rau ist Mitglied der deutschen Eishockey-Hall of Fame.